# Julie Rydahl Bukh
Julie Rydahl Bukh, född 9 januari 1982, är en före detta fotbollsspelare från Danmark (anfallare) som har spelat i Brøndby IF säsongerna 2001-2008. Året efter spelade hon för blivande svenska mästarna Linköpings FC där hon bidrog med 1 mål och 3 målgivande passningar på 11 matcher.
Hon har även spelat över 60 landskamper för Danmarks damlandslag.
Rydahl Bukh avslutade fotbollskarriären år 2013.